# Schweizerpsalm

Partitur und deutscher Text

Der Schweizerpsalm (französisch Cantique suisse, italienisch Salmo svizzero, rätoromanisch Psalm svizzerⓘ) ist die aktuelle Nationalhymne der Schweizerischen Eidgenossenschaft.
Das Lied wurde 1841 von Alberich Zwyssig, einem Zisterziensermönch des Klosters Wettingen, zu einem von ihm leicht veränderten Text von Leonhard Widmer aus dem Jahr 1840 komponiert. Zwyssig wählte den Messegesang Diligam te Domine (auf Deutsch: «Ich will Dich lieben Herr»), den er 1835 für eine Pfarrinstallations-Feier in der Dorfkirche von Wettingen komponiert hatte, und gab ihm den heute bekannten Namen Schweizerpsalm.
Die Hymne ist im Gesangbuch der Evangelisch-reformierten Kirchen der deutschsprachigen Schweiz unter der Nummer 519 und im katholischen Kirchengesangbuch unter der Nummer 563 zu finden. Im Christkatholischen Gebet- und Gesangbuch trägt sie die Nummer 728.

## Text
Der Text liegt in den vier Landessprachen Deutsch, Französisch, Italienisch und Rätoromanisch vor.
| Deutsch: Schweizerpsalm Erste Strophe Trittst im Morgenrot daher, Seh’ ich dich im Strahlenmeer, Dich, du Hocherhabener, Herrlicher! Wenn der Alpenfirn sich rötet, Betet, freie Schweizer, betet! Eure fromme Seele ahnt Gott im hehren Vaterland, Gott, den Herrn, im hehren Vaterland. Zweite Strophe Kommst im Abendglühn daher, Find’ ich dich im Sternenheer, Dich, du Menschenfreundlicher, Liebender! In des Himmels lichten Räumen Kann ich froh und selig träumen! Denn die fromme Seele ahnt, Denn die fromme Seele ahnt Gott im hehren Vaterland, Gott, den Herrn, im hehren Vaterland. Dritte Strophe Ziehst im Nebelflor daher, Such’ ich dich im Wolkenmeer, Dich, du Unergründlicher, Ewiger! Aus dem grauen Luftgebilde Tritt die Sonne klar und milde, Und die fromme Seele ahnt Gott im hehren Vaterland, Gott, den Herrn, im hehren Vaterland. Vierte Strophe Fährst im wilden Sturm daher, Bist du selbst uns Hort und Wehr, Du, allmächtig Waltender, Rettender! In Gewitternacht und Grauen Lasst uns kindlich ihm vertrauen! Ja, die fromme Seele ahnt, Ja, die fromme Seele ahnt Gott im hehren Vaterland, Gott, den Herrn, im hehren Vaterland. | Französisch: Cantique suisse Erste Strophe Sur nos monts, quand le soleil Annonce un brillant réveil, Et prédit d’un plus beau jour le retour, Les beautés de la patrie Parlent à l’âme attendrie; Au ciel montent plus joyeux Les accents d’un cœur pieux, Les accents émus d’un cœur pieux. Zweite Strophe Lorsqu’un doux rayon du soir Joue encore dans le bois noir, Le cœur se sent plus heureux près de Dieu. Loin des vains bruits de la plaine, L’âme en paix est plus sereine, Au ciel montent plus joyeux Les accents d’un cœur pieux, Les accents émus d’un cœur pieux. Dritte Strophe Lorsque dans la sombre nuit La foudre éclate avec bruit, Notre cœur pressent encore le Dieu fort; Dans l’orage et la détresse Il est notre forteresse; Offrons-lui des cœurs pieux: Dieu nous bénira des cieux, Dieu nous bénira du haut des cieux. Vierte Strophe Des grands monts vient le secours; Suisse, espère en Dieu toujours! Garde la foi des aïeux, Vis comme eux! Sur l’autel de la patrie Mets tes biens, ton cœur, ta vie! C’est le trésor précieux Que Dieu bénira des cieux, Que Dieu bénira du haut des cieux. |
| | |
| Italienisch: Salmo svizzero Erste Strophe Quando bionda aurora il mattin c’indora l’alma mia t’adora re del ciel! Quando l’alpe già rosseggia a pregare allor t’atteggia; in favor del patrio suol, cittadino Dio lo vuol, cittadino Dio, si Dio lo vuol. Zweite Strophe Se di stelle è un giubilo la celeste sfera Te ritrovo a sera o Signor! Nella notte silenziosa l’alma mia in Te riposa: libertà, concordia, amor, all’Elvezia serba ognor, all’Elvezia serba ognor. Dritte Strophe Se di nubi un velo m’asconde il tuo cielo pel tuo raggio anelo Dio d’amore! Fuga o sole quei vapori e mi rendi i tuoi favori: di mia patria deh! Pietà, brilla, sol di verità, brilla, sol di verità. Vierte Strophe Quando rugge e strepita impetuoso il nembo m’è ostel tuo grembo o Signor! In te fido Onnipossente deh, proteggi nostra gente; Libertà, concordia, amor, all’Elvezia serba ognor, all’Elvezia serba ognor. | Rätoromanisch: Psalm svizzer Erste Strophe En l’aurora la damaun ta salida il carstgaun, spiert etern dominatur, Tutpussent! Cur ch’ils munts straglischan sura, ura liber Svizzer, ura. Mia olma senta ferm, Mia olma senta ferm Dieu en tschiel, il bab etern, Dieu en tschiel, il bab etern. Zweite Strophe Er la saira en splendur da las stailas en l’azur tai chattain nus, creatur, Tutpussent! Cur ch’il firmament sclerescha en noss cors fidanza crescha. Mia olma senta ferm, Mia olma senta ferm Dieu en tschiel, il bab etern, Dieu en tschiel, il bab etern. Dritte Strophe Ti a nus es er preschent en il stgir dal firmament, ti inperscrutabel spiert, Tutpussent! Tschiel e terra t’obedeschan vents e nivels secundeschan. Mia olma senta ferm, Mia olma senta ferm Dieu en tschiel, il bab etern, Dieu en tschiel, il bab etern. Vierte Strophe Cur la furia da l’orcan fa tremblar il cor uman alur das ti a nus vigur, Tutpussent! Ed en temporal sgarschaivel stas ti franc a nus fidaivel. Mia olma senta ferm, Mia olma senta ferm Dieu en tschiel, Il bab etern, Dieu en tschiel, il bab etern.         |

## Geschichte der Schweizer Nationalhymne

### Vor 1961
Bereits im Jahr 1843 war das Lied im «Festheft der Zürcher Zofinger für die Feier der Aufnahme Zürichs 1351 in den Schweizerbund» enthalten und die Melodie erfreute sich, dank Übersetzungen in die romanischen Sprachen, grosser Beliebtheit und wurde häufig bei patriotischen Feiern gesungen. Zwischen 1894 und 1953 kam es zu zahlreichen Vorstössen, das Lied zur offiziell gültigen Nationalhymne zu erheben, was der Bundesrat aber ablehnte. Der Grund dafür war, dass eine Schweizer Nationalhymne nicht durch ein behördliches Dekret eingeführt, sondern vom Volk gewählt werden sollte. Neben dem Schweizerpsalm existierte das gleichermassen populäre Lied Rufst du, mein Vaterland, welches zur Melodie von God Save the Queen gesungen wurde. Den Text zu Rufst du, mein Vaterland hatte der Berner Dichter Johann Rudolf Wyss verfasst. Als mit der Zunahme von internationalen diplomatischen Kontakten im 20. Jahrhundert mehrfach die Schweizer und die britische Hymne nacheinander gespielt wurden, kam es zu Missverständnissen, was zum Wunsch nach einer neuen Hymne führte. Einen ähnlichen Stellenwert wie Rufst du, mein Vaterland hatte das 1848 von Wilhelm Baumgartner auf ein Jugendgedicht von Gottfried Keller komponierte Lied An mein Vaterland.

### Einführung des Schweizerpsalms
Im Jahre 1961 beschloss der Bundesrat, dass der Schweizerpsalm als eine unverwechselbare und rein schweizerische Schöpfung anzuschauen sei und deshalb als provisorische Nationalhymne zu gelten habe. Nach einer dreijährigen Probezeit sprachen sich sechs Kantone gegen und zwölf für die neue Hymne aus, während sieben für eine verlängerte Probezeit plädierten. 1965 wurde der Schweizerpsalm vorläufig als Nationalhymne anerkannt, wobei in der Folgezeit mehrere Gegenvorschläge aufgrund des zwiespältigen Ergebnisses eingereicht wurden, die aber auch nicht überzeugender waren als der Schweizerpsalm. Am 1. April 1981 erklärte der Bundesrat ihn zur offiziellen Nationalhymne der Schweiz und ersetzte damit Rufst du, mein Vaterland.
In der Nähe der Bellerivestrasse 150 steht am Zürichhorn seit 1910 das von Franz Wanger geschaffene «Schweizerpsalm-Denkmal» zu Ehren des Komponisten Zwyssig und des Texters Widmer.

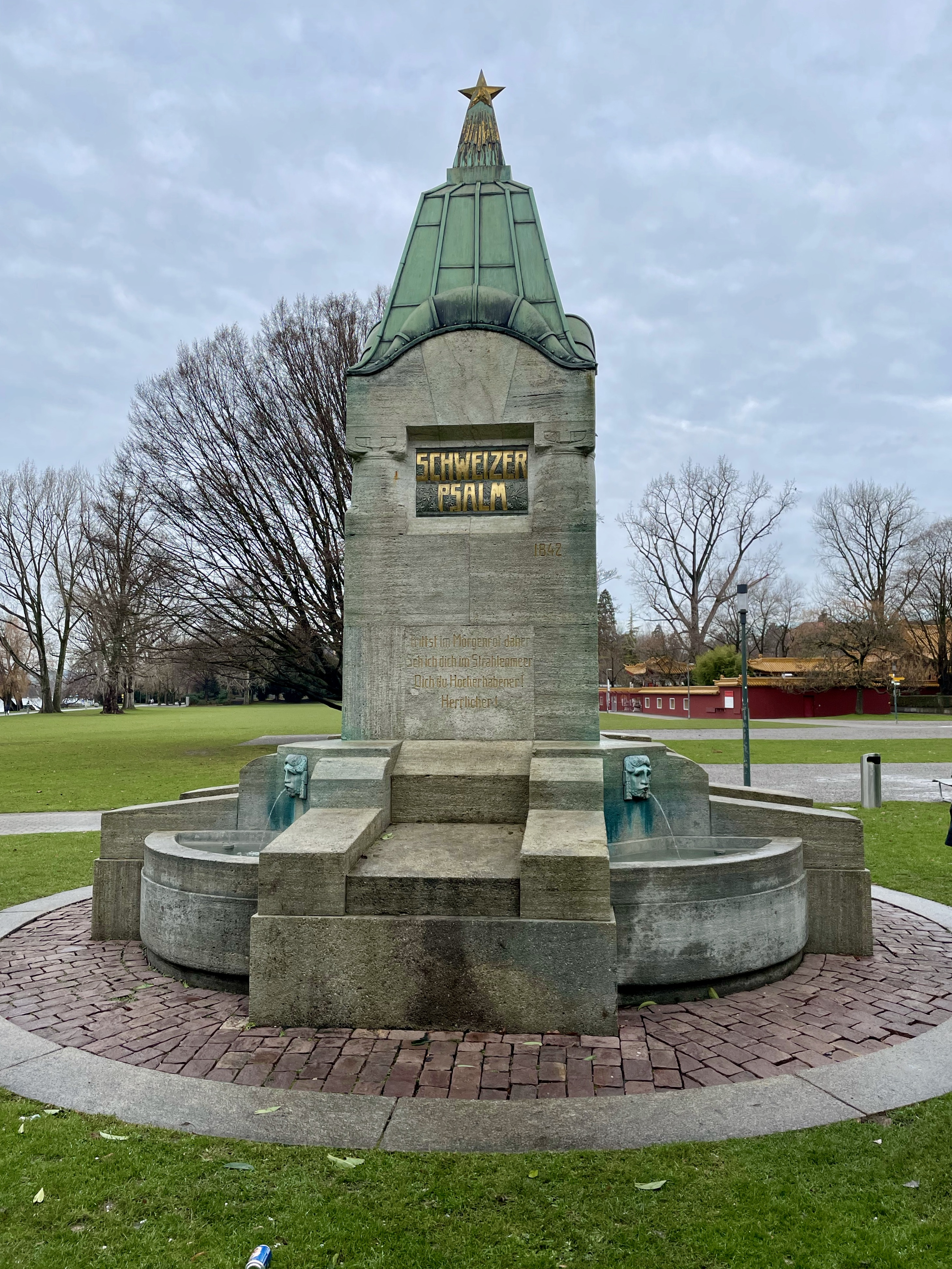
Denkmal am Zürichhorn
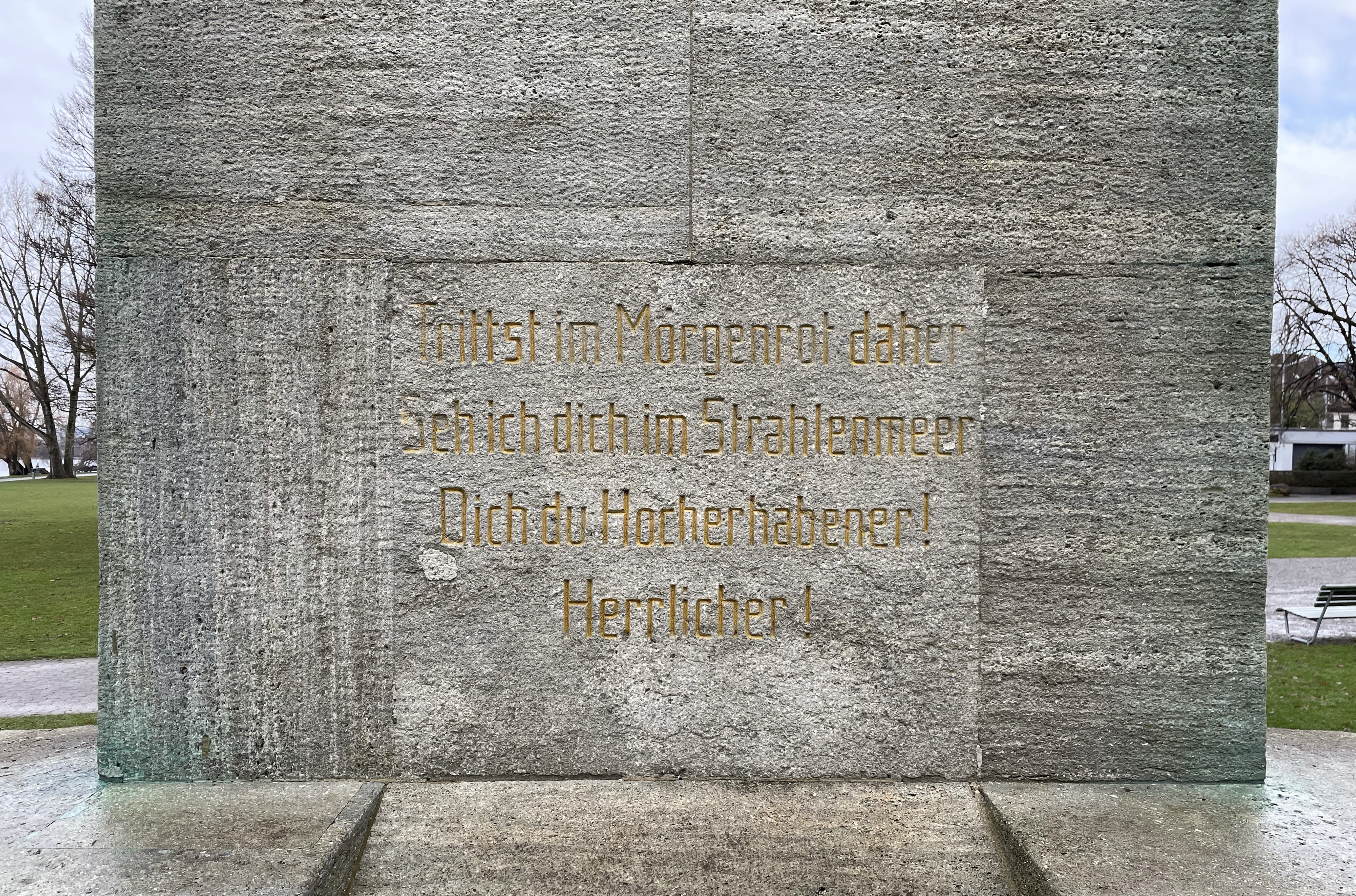
Anfang des Schweizerpsalms
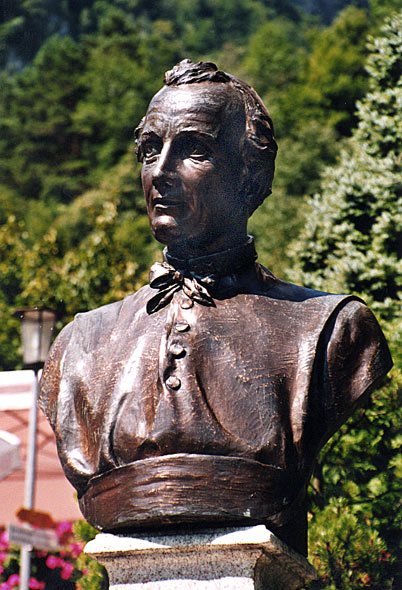
Denkmal für Alberich Zwyssig in Bauen (UR)
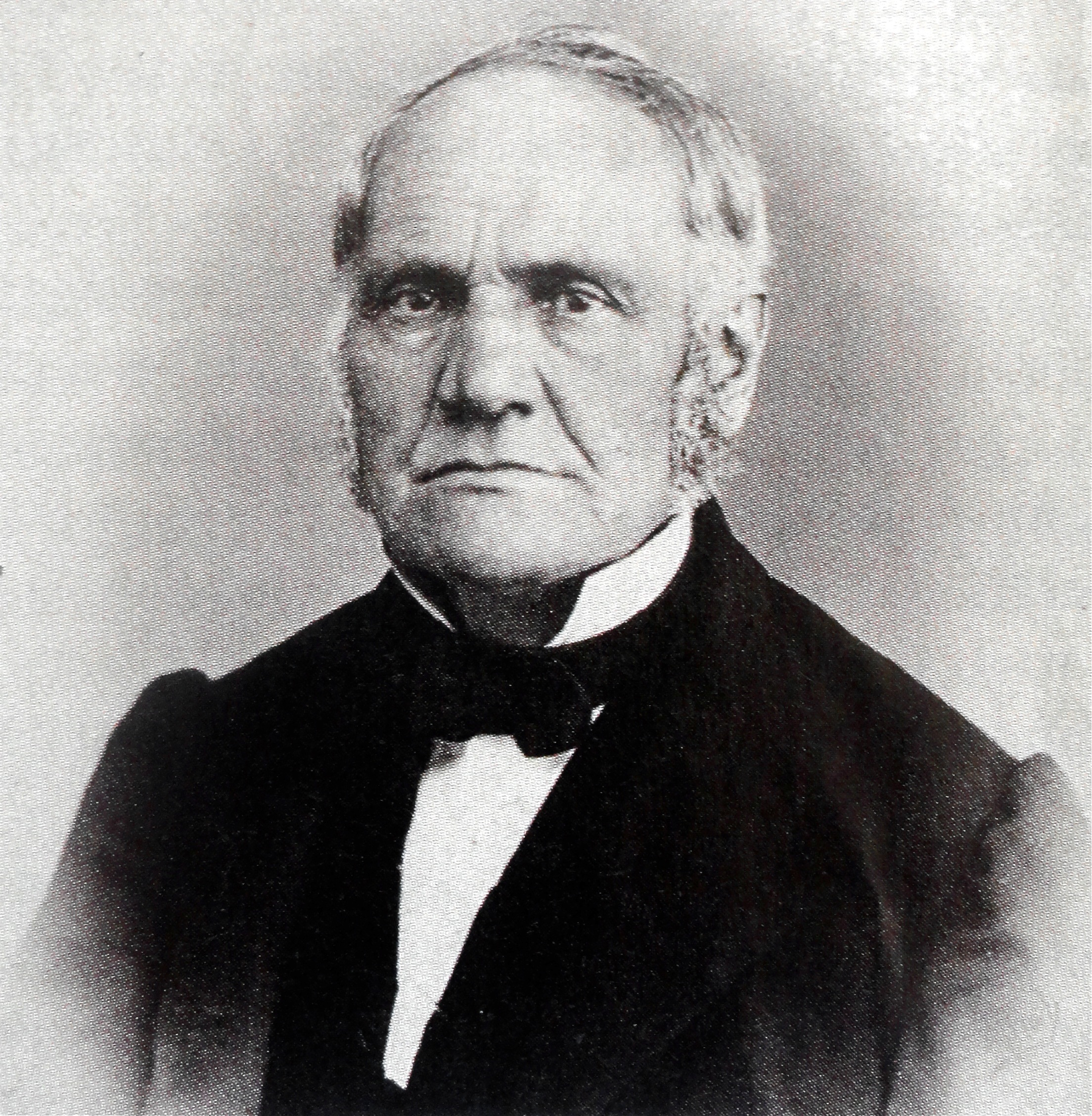
Leonhard Widmer

### Diskussion um eine Änderung der Hymne

#### Verschiedene Änderungsbestrebungen 1998 bis 2012
In neuerer Zeit wurden verschiedentlich Bestrebungen unternommen, die als nicht mehr zeitgemäss empfundene Hymne durch eine andere zu ersetzen, da der Text zu schwülstig, zu religiös oder zu patriotisch sei. Beispielsweise trat das Unternehmen Villiger & Söhne 1998 als Sponsor einer neuen Komposition auf, 2004 entwarf der Musiker Roland Zoss mit Härzland eine poetisch-moderne Hymne in Berner Mundart mit Refrains gesungen in den Landessprachen. Ebenfalls im Jahr 2004 verfasste Ulrike Pittner eine Neuversion des Schweizerpsalms. 2006 bildete sich ein «Aktionskomitee Schweizer Nationalhymne».
Die Berner Nationalrätin Margret Kiener Nellen von der Sozialdemokratischen Partei reichte 2004 eine Motion ein, in der vorgeschlagen wurde, eine neue Landeshymne in allen Landessprachen erarbeiten zu lassen. Inhaltlich sollte die neue Hymne deckungsgleich mit den Grundwerten und Staatszielen der neuen Bundesverfassung von 1999 sein. Aus diesem Grund wurden am 14. März 2006 neue Texte im Bundeshaus vorgestellt, jedoch zog Margret Kiener Nellen ihre Motion zurück. Am 30. März 2006 sprach sich auch die nationalrätliche Kommission für Wissenschaft, Bildung und Kultur dagegen aus, den Bundesrat mit Vorarbeiten für eine neue Hymne zu beauftragen.

#### Änderungsbestrebung der SGG seit 2012
Am 1. August 2012 kündigte die Schweizerische Gemeinnützige Gesellschaft (SGG) einen Wettbewerb an, um den ihrer Meinung nach «sprachlich sperrigen und inhaltlich angejahrten» Text des Schweizerpsalms bis 2015 durch einen neuen zu ersetzen, während die bisherige Melodie beibehalten oder im Grundsatz wieder erkennbar sein soll. Grundlage des neuen Texts soll Sinn und Gehalt der Präambel der Bundesverfassung sein, die das Volk 1999 klar angenommen hat. Nach Einsendeschluss im Juni 2014 waren 208 Beiträge bei der SGG eingegangen, von denen eine 30-köpfige Fachjury aus Musik, Journalismus, Literatur und Sportverbänden sechs Beiträge zur öffentlichen Stellungnahme auswählte. Am 12. September wurde nach mehreren Abstimmungsrunden im Rahmen des Eidgenössischen Volksmusikfests in Aarau ein Vorschlag, der die bisherige Melodie der Hymne beibehält, als Wettbewerbssieger verkündet.
In Online-Umfragen von 20min.ch sprachen sich im März und im Juni 2015 mehr als die Hälfte der Teilnehmer für die Beibehaltung der jetzigen Hymne aus. Zu einem gegenteiligen Ergebnis kam eine Umfrage von Tagesanzeiger.ch. Die am 24. September 2014 von Nationalrätin Yvette Estermann eingereichte Interpellation «Landeshymne Schweiz» wurde am 30. September 2016 abgeschrieben. Der Bundesrat hielt hierzu jedoch schon 2014 fest, er werde sich erst zum weiteren Vorgehen äussern, wenn ihm ein Vorschlag unterbreitet werde. Die gleiche Haltung vertrat der Bundesrat bereits in einer Antwort auf einen entsprechenden Vorstoss, den Nationalrat Peter Keller am 13. Dezember 2013 einreichte. Eine Motion des gleichen Politikers zum gleichen Thema wurde am 16. Juni 2016 vom Nationalrat abgelehnt.
Nach mehreren Wettbewerbsrunden präsentierte die SGG im Herbst 2015 den Siegerbeitrag der neuen Strophe der Nationalhymne. Der Text stammt vom Gesundheitsökonomen Werner Widmer und basiert inhaltlich auf den Werten der Präambel der Bundesverfassung. 2016 und 2017 lud die SGG alle rund 2250 Gemeinden der Schweiz in einem Schreiben ein, bei ihren Bundesfeiern neben dem Schweizerpsalm auch den neuen Text zu intonieren.

#### Argumentationen zur Beibehaltung des Schweizerpsalms als Landeshymne
Da es derzeit keinen offiziellen Prozess zur Änderung der Hymne gibt, gibt es auch keinen offiziellen Grund zur inhaltlichen Verteidigung. Allerdings erklärte der Bundesrat 2014, «die heutige Landeshymne brauche aber den Vergleich mit zeitgenössischen Schöpfungen nicht zu scheuen und sei dank ihrer Bekanntheit eine würdige Landeshymne.» Überhaupt werde der Text des Schweizerpsalms von weiten Teilen der Schweizer Bevölkerung als positiv empfunden. Angesprochen wird dabei unter anderem, dass der Text von seiner Bildsprache und Entstehungsgeschichte her verschiedene Gegensätze der Schweiz verbinde, dass im Text keine Gewalt und Waffenliebe propagiert, sondern die Liebe zu Gott, Heimat und Vaterland hervorgehoben werde sowie dass der Text nicht nur für Christen, sondern auch für Anhänger anderer Religionen offen sei.

## Bearbeitungen
- Alfred Baum (1904–1993): Fantasia über "Trittst im Morgenrot daher" für Orgel (1978)[29]